# Marjatta
En la mitología finlandesa, el nombre de Marjatta proviene de la transformación del nombre de la Virgen María bajo la influencia de nombre finlandés marja (fruto pequeño).
Algunas circunstancias de la historia de Marjatta recuerdan relatos del nacimiento de Cristo, transformados poéticamente por la imaginación de los indígenas cuando se introdujo el cristianismo en Finlandia.